# الجالية السعودية في قطر
هم المواطنين السعوديين المقيمين في دولة قطر بصفة دائمة أو مؤقتة. أغلبهم  تربطه علاقات قرابة مع قطريين؛ لاسيما أفراد قبائل البادية التي تسكن الهجر القريبة من الحدود القطرية وهجر شرق وجنوب شرق الأحساء، ويحمل أفرادها الجنسية السعودية أو القطرية ويبلغ عددهم حوالي 80 الف سعودي واغلبهم من آل مرة و بني هاجر حيث أن بعض الأسر يكون نصفها قطري ونصفها سعودي وبعضهم يحمل الجنسيتين. إضافة إلى السعوديين أقارب القطريين ذوي الأصول النجدية.